# Atractocerus siebersi
Atractocerus siebersi is een keversoort uit de familie Lymexylidae. De wetenschappelijke naam van de soort is voor het eerst geldig gepubliceerd in 1922 door Karny.